# Associação Brasileira de Proteína Animal
A Associação Brasileira de Proteína Animal (ABPA) é uma instituição nacional, sem fins lucrativos, que representa os setores avícola e suinícola do país. É a maior entidade da área, com aproximadamente 140 associados. Foi fundada em março de 2014. Atualmente, é presidida pelo advogado Ricardo Santin.

## Fundação
A ABPA foi criada a partir da fusão de duas entidades: da União Brasileira de Avicultura (UBABEF) e a Associação Brasileira da Indústria Produtora e da Exportadora de Carne Suína (ABIPECS). A intenção com a medida foi fortalecer a representatividade da carne suína e de aves nos mercados nacional e internacional e integrar as cadeias produtivas de ambos os segmentos.
Em seis anos de existência, ampliou a participação dos setores no mercado internacional – a exportação de carne suína bateu recorde em 2019 – e atuou para garantir segurança sanitária e sustentável ao produto brasileiro.

## Governança
A ABPA é gerida por um Conselho Diretivo, respaldado por um Conselho Consultivo. A entidade conta com câmaras setoriais temáticas. Sob sua a tutela está a gestão, em parceria com a Apex-Brasil, das três marcas setoriais das exportações brasileiras de aves, ovos,  suínos e material genético: Brazilian Chicken, Brazilian Egg, Brazilian Pork e Brazilian Breeders.
Por meio de suas marcas setoriais, a associação promove ações especiais em mercados-alvo e divulga os diferenciais dos produtos avícolas e suinícolas do Brasil – como a qualidade, o status sanitário e a sustentabilidade da produção. Fomenta, ainda, novos negócios para a cadeia exportadora de ovos e de carne de frangos e de suínos. 
A parceria tem como objetivo ampliar o volume e receitas de exportações das empresas associadas.

### Representatividade
A entidade atua pela viabilização de novas oportunidades para o setor produtivo. O foco está representatividade do segmento junto ao Governo Federal e em foros nacionais e internacionais, negociações e relações institucionais junto a steakholders no Brasil e no exterior e abertura de novos mercados para os associados.

## Avicultura e suinocultura
As cadeias produtivas avícolas e suinícolas representam uma importante fatia do Produto Interno Brasileiro (PIB): R$ 80 bilhões. São responsáveis, hoje, por mais de 4,1 milhões de empregos diretos e indiretos gerados no Brasil. Somadas, as exportações de carnes de frango e suínas totalizaram 8,5 milhões de dólares em 2019.
O principal destino da proteína animal brasileira é a China. Pressionadas pela peste suína africana, as exportações de suínos cresceram 51% e de frango 28%, em 2019, para o país asiático, superando a Arábia Saudita e Hong Kong, respectivamente. Em relação à comercialização de ovos, os Emirados Árabes despontam como o principal comprador.

## Promoção da marca
A instituição é responsável pela promoção do maior evento do segmento: o Salão Internacional da Avicultura e Suinocultura (SIAVS). A feira é bianual. Em 2019, contou com mais de 170 expositores, 100 palestrantes e um público superior a 20 mil visitantes. A tendência, para 2021, é crescer 30%.

### Campanha internacional
Durante a Copa do Mundo na Rússia, a ABPA foi às ruas de Moscou para mostrar a qualidade do produto brasileiro. Em parceria com a Apex-Brasil, instalou 45 banners publicitários na capital do país para destacar a carne de frango e a carne suína, com mensagens que relacionavam a tradição brasileira no futebol e na produção de proteína animal. Além disso, a presença da entidade em feiras e eventos que envolvam negociações comerciais no exterior é constante.